# Русская игра
«Ру́сская игра́» — российский комедийный художественный фильм режиссёра Павла Чухрая, премьера которого состоялась 4 октября 2007 года.
Сюжет фильма основан на недописанной пьесе Николая Гоголя «Игроки».

## Сюжет
Итальянский шулер и аферист Лукино Форца приезжает в Россию, чтобы разбогатеть на доброте и глупости русских людей. Поначалу всё идёт по плану, пока он не встречает трёх русских шулеров и соглашается заключить с ними сделку.

## В ролях
- Сергей Гармаш — Степан Иванович Утешительный, русский шулер
- Сергей Маковецкий — Пётр Петрович Швохнёв, русский шулер
- Андрей Мерзликин — полковник Кругель, русский шулер
- Джулиано ди Капуа — Лукино Форца, итальянский шулер
- Дмитрий Высоцкий — Александр Михалыч Глов, подставной сын Глова
- Авангард Леонтьев — Псой Стахич Замухрышкин, подставной чиновник из приказа
- Владимир Сальников — Михаил Александрович Глов, подставной помещик
- Игнатий Акрачков — трактирный слуга

## Съёмочная группа
- Автор сценария: Павел Чухрай
- Режиссёр: Павел Чухрай
- Операторы: Андрей Жегалов, Владимир Климов
- Художник-постановщик: Григорий Широков
- Художник по костюмам: Дмитрий Андреев
- Композитор: Юрий Потеенко

## Награды и номинации
- 2007 — Кинофестиваль «Окно в Европу» (Выборг)
  - Главный приз «Большая золотая ладья» в конкурсе «Выборгский счёт»
  - Главный приз «Золотая ладья» в конкурсе игрового кино
  - Приз имени Станислава и Андрея Ростоцких (Сергей Маковецкий)
- 2007 — Кинофестиваль «Московская премьера»
  - Приз департамента культуры города Москвы (Павел Чухрай)
- 2008 — Российский кинофестиваль «Литература и кино» (Гатчина)
  - Приз за лучшую режиссуру (Павел Чухрай)
- 2008 — «Ника»
  - номинация в категории за лучшую работу художника по костюмам (Дмитрий Андреев)